# 81-ша бригада спеціального призначення «Ведмеді»
81-ша бригада спеціального призначення «Ведмеді», у ЗМІ також згадується під назвою ПВК «Ведмеді», (рос. 81-я бригада специального назначения «Медведи», ЧВК «Медведи») — російське добровольче військове формування, створене 2023 року для участі у вторгненні в Україну та підтримки проросійських режимів у країнах Африки. Є частиною ПВК «Редут».

## Історія
Перші оголошення про створення добровольчого батальйону під назвою «Ведмеді» з'явилися 17 березня 2023 року. Як і в інших підрозділах «Редуту», новобранцям пропонувався піврічний контракт із грошовим забезпеченням від 220 тисяч рублів на місяць.
Тренувальна база підрозділу знаходиться поблизу військового містечка у селі Перевальне в Криму на колишньому полігоні військ берегової оборони ВМС України. На початку квітня полігон батальйону відвідали голова окупаційної влади Криму Сергій Аксьонов та заступник міністра оборони РФ Юнус-Бек Євкуров. Чисельність формування на даному етапі становила 400 бійців.
30 травня, добровольчий батальйон, який так і не встиг взяти участь у бойових діях, отримав назву 81-ї бригади спеціального призначення «Ведмеді».
Станом на жовтень 2023, батальйон 81-ї бригади перебував у Херсонській області з метою оперативного реагування на рейди підрозділів ЗСУ через Дніпро на відтинку фронту між Олешками та Новою Каховкою.
У складі бригади діє експедиційний корпус «BEAR», заснований з метою проведення операцій на Африканському континенті. Наприкінці листопада 2023, командир бригади Віталій Єрмолаєв заявив про участь корпусу в боротьбі проти джихадистів у Буркіна-Фасо. Зокрема, стверджувалося про допомогу «російських спеціалістів» у відбитті атаки на місто Джибо 28 листопада. Однак, жодних доказів перебування росіян у Джибо опубліковано не було.
За даними Le Monde, сотня бійців бригади прибула до Буркіна-Фасо у травні 2024 року. 25 липня у столиці країни Уагадугу був знятий на відео голова буркінійської хунти, капітан Ібрагім Траоре, в оточенні бійців російських військових формувань, принаймні у одного з яких був нарукавний знак із написом «BEAR» та емблемою корпусу. У кінці серпня корпус було виведено з Буркіна-Фасо та направлено до Курської області для протидії наступу ЗСУ.

## Структура
Відомі підрозділи бригади:
- 1-й розвідувально-штурмовий батальйон «Прага»
- Експедиційний корпус «BEAR»

## Командування
Командний склад бригади станом на кінець 2023:
- Єрмолаєв Віталій Миколайович «Джедай» — командир бригади
- Гашин Андрій Андрійович «Морок» — начальник штабу
- Рибін Євгєн Євгенійович «Князь» — прессекретар та адміністратор соцмереж
- Гуц Роман В’ячеславович «Белаз» — начальник медичної служби